# Михеево (деревня, Коломенский городской округ)
Михеево — деревня в Коломенском районе Московской области. Население — 4 чел. (2010).

## Расположение
Деревня Михеево расположена в восточной части Коломенского района, примерно в 16 км к востоку от города Коломна. Высота над уровнем моря 110 м.

## История
До 2006 года Михеево входило в состав Макшеевского сельского округа Коломенского района. Затем в Сельское поселение Заруденское.

## Население
| 2002 | 2006 | 2010 |
| ---- | ---- | ---- |
| 14   | ↘9   | ↘4   |